# Diritto di voto (racconto)
Diritto di voto (Franchise) è un racconto di fantascienza del 1955 dello scrittore Isaac Asimov, tradotto anche coi titoli Il giorno dell'elezione e Oggi si vota. Fu pubblicata per la prima volta nell'agosto 1955 dalla rivista If: Worlds of Science Fiction e compare nelle raccolte La Terra è abbastanza grande (Earth is Room Enough, 1957) e in Sogni di robot (Robot Dreams, 1986). È stato pubblicato per la prima volta in italiano da Galaxy nel 1962.
Il racconto fa parte della serie di racconti vagamente connessi fra loro sul supercomputer immaginario Multivac.

## Trama
È tempo di elezione negli Stati Uniti del 2008, e ormai le elezioni vengono effettuate in un modo del tutto peculiare: Multivac, il potente supercomputer governativo, decide quale sia l'unica persona che dovrà votare nell'intera nazione. Tutto questo era avvenuto a partire da 40 anni prima, con i primi piccoli computer che riuscivano a predire il risultato delle elezioni semplicemente guardando a quelle precedenti, poi questi si fecero sempre più grandi e sofisticati, e riuscirono a stabilire il vincitore con una minor quantità di dati, fino ad arrivare appunto a Multivac, che riusciva a predire il risultato, osservando il giudizio di una sola persona.
Quest'anno toccherà a Norman Muller, semplice commesso di un piccolo magazzino di Bloomington, Indiana, uno degli elettori meno fiduciosi nella nuova "Democrazia Elettronica". Quindi, come al solito, si fa tutto in gran segreto e la notizia che per quell'elezione sarà lui a decidere, viene data solo poche ore prima della sua presentazione a Multivac. Quindi si scatena il consueto affollamento davanti a casa sua, e per essere portato via viene usato un carrarmato, come si faceva sempre ogni 4 anni, dato che in precedenza c'erano stati anche degli attentati per impedire il normale svolgimento elettorale.
Muller viene portato all'ospedale di zona, dove c'è il contatto radio con il supercomputer (che si trova sottoterra, in un luogo conosciuto solo da quelli del governo). Qui viene collegato ad elettrodi, e Multivac gli pone diverse domande. Muller sarà cambiato da quel procedimento, e riterrà di aver fatto la sua parte di buon cittadino americano. Quindi con il suo patriottismo rinvigorito, viene rilasciato alla sua nuova vita di popolarità, in quanto l'Elettore diventa una celebrità chiamata da tutte le televisioni del paese per interviste e documentari.